# 黑擬鈎鯰
黑擬鈎鯰（学名：Pseudancistrus niger），為輻鰭魚綱鯰形目甲鯰科的其中一種，為熱帶淡水魚，分布於南美洲法屬圭亞那Oyapock河流域，體長可達15.9公分，棲息在底層水域，生活習性不明。
其种加词“niger”意为“黑色的”。